# Jean-Martial Bineau
Jean-Martial Bineau (Gennes, 18 mei 1805 - Chatou, 8 september 1855) was een Frans politicus ten tijde van het Tweede Franse Keizerrijk.
Nadat Bineau eerder had gediend als minister van Openbare Werken onder de Tweede Franse Republiek, benoemde president Lodewijk Napoleon Bonaparte hem na diens staatsgreep van 2 december 1851 in de keizerlijke regering-Bonaparte III als minister van Financiën op 22 januari 1852, in opvolging van Achille Fould, die deze post op dat moment voor de derde keer had bekleed. Als minister van Financiën verlaagde hij de rente op staatsopbligaties van 5% naar 4,5%. Dit kwam de Franse schatkist ten goede, maar zette kwaad bloed bij de obligatiehouders.
Bineau combineerde zijn ministerschap met het voorzitterschap van de departementsraad van Maine-et-Loire en zetelde sinds 27 maart 1852 ook als senator in de Senaat.
Op 4 februari 1855, enkele maanden voor zijn overlijden, werd hij onderscheiden met het grootkruis in het Legioen van Eer. Hij werd tegens lid van de Académie des sciences morales et politiques.